# فرودگاه تاجراه
فرودگاه تاجراه (به انگلیسی: Tuggerah Aerodrome) یک فرودگاه است . این فرودگاه در کشور استرالیا قرار دارد .